# Kunming
Kunming (cinese: 昆明; pinyin: Kūnmíng) è una città-prefettura della Cina, capoluogo della provincia dello Yunnan.

## Storia
Kunming sorse nel 765 d.C. come avamposto militare del Regno di Nanzhao, e, sebbene col tempo si siano sviluppate diverse attività commerciali ed artigianali, la città ha mantenuto le caratteristiche originarie di centro burocratico-militare, tanto che la sua popolazione è cresciuta lentamente fino agli inizi del XX secolo, senza che vi siano stati dei momenti di intensa urbanizzazione.
Si stima infatti che la popolazione di Kunming, sotto la dinastia Ming (1368-1644) e Qing (1644-1911), sia rimasta pressoché costante, intorno ai 90 000 abitanti. La città, dunque, non fu toccata dalla forte crescita urbana, che invece interessò le aree e le città costiere negli anni della penetrazione commerciale europea in Cina. Sebbene non direttamente coinvolta dal commercio internazionale, in quegli stessi anni la regione dello Yunnan fu attraversata da viaggiatori e commercianti stranieri alla ricerca di nuove rotte commerciali.

### La ferrovia
Furono proprio i francesi ad individuare nella città di Kunming un importante ponte verso l'interno della Cina, tanto che nel 1910 venne ultimata la ferrovia che collegava Kunming con Hanoi, capitale del Vietnam, a quei tempi colonia francese. L'arrivo della ferrovia diede un forte stimolo alla crescita economica e commerciale della città, attivando un processo di urbanizzazione che toccherà un primo apice nel 1937, in seguito all'arrivo in città di numerosi esuli che dalle coste orientali si mossero verso l'entroterra cinese, per sfuggire alla guerra e ai massacri giapponesi.

### Sviluppo demografico nel dopoguerra
Negli anni della seconda guerra mondiale la città raggiunse i 300 000 abitanti. Nell'immediato dopoguerra, tuttavia, in seguito alla partenza della gran parte degli esuli che a
Kunming avevano trovato rifugio, la popolazione urbana diminuì rapidamente scendendo al di sotto dei 200 000 abitanti. Si trattò comunque di un fenomeno di dis-urbanizzazione “occasionale”, la città negli anni della seconda guerra mondiale era infatti cresciuta sia sul piano industriale, commerciale che nelle infrastrutture.
Nel giro di un decennio la popolazione tornò rapidamente a crescere tanto che, già nel 1957, raggiunse gli 880 000 abitanti. Negli anni successivi, in seguito all'introduzione dello hukou (permesso di residenza), e delle forti limitazioni allo spostamento interno, la crescita urbana subì un parziale rallentamento, accentuato anche dal degrado urbano che durante gli anni della Rivoluzione culturale coinvolse tutte le città cinesi. Questi fattori negativi comportarono rallentamenti nella crescita urbana, ma non vi fu mai una reale inversione di tendenza, tanto che, nel 1975, la popolazione di Kunming aveva superato gli 1,2 milioni di abitanti.
L'avvio di politiche di apertura, non solo economiche, varate nel 1976 da Deng Xiaoping, diede un forte impulso all'urbanizzazione cinese, strategia che però coinvolse principalmente le Zone Economiche Speciali, e solo marginalmente le altre aree.
La città di Kunming, infatti, dalla fine degli anni settanta, e durante tutti gli anni ottanta, ha registrato una crescita demografica tutto sommato contenuta, raggiungendo 1,4 milioni di abitanti nel 1982 e 1,6 milioni nel 1990.

### Urbanizzazione dagli anni '90
Il rapido momento di sviluppo urbano, infrastrutturale e demografico è cominciato negli anni novanta, quando la città di Kunming (e più in generale la regione dello Yunnan) ha cominciato a giocare un importante ruolo di ponte commerciale, turistico, e politico tra la Cina ed i paesi del sud-est asiatico. La popolazione di Kunming è dunque passata da 1,6 milioni di abitanti del 1990 a oltre 3 milioni del 2000. Tale raddoppio è avvenuto all'interno di un piano di sviluppo volto a favorire la trasformazione della città in una network city, attraverso il potenziamento delle infrastrutture viarie, e la crescita delle città satellite interne alla Grande Area Urbana di Kunming (GKA, Greater Kunming Area). Il progetto ha portato dunque ad una ridistribuzione dell'urbanizzazione su una base regionale e non più radiocentrica. I 3 milioni di abitanti quindi, non si riferiscono alla città propriamente detta, e nemmeno alla sua municipalità, piuttosto alla GKA con 1,7 milioni di abitanti nell'area urbana, più 1,3 milioni delle città satelliti.
La forte crescita che sta interessando la città di Kunming e, più in generale, di tutta l'area nel bacino del Lago Dianchi, ha posto e pone al centro dell'attenzione il problema di coniugare la crescita urbana ed economica con la sostenibilità, in termini ambientali, di tale parossistico sviluppo. La civilizzazione nella regione dello Yunnan è nata proprio intorno al lago Dianchi e, anche grazie ad esso, si è potuta sviluppare e mantenere fino ai giorni nostri. Il ripristino e la salvaguardia della salute di tale lago è dunque una conditio sine qua non, affinché la città ed i suoi abitanti possano crescere e prosperare anche in futuro.

### Strage nella stazione ferroviaria
Il 1º marzo 2014 alle 21 circa (ora locale), nella stazione ferroviaria ha fatto irruzione un gruppo di uomini vestiti di nero ed armati con lunghi coltelli che hanno iniziato ad attaccare indiscriminatamente le persone presenti. Il bilancio è di 29 morti e 135 feriti a cui si aggiungono 4 morti tra gli assalitori. Le forze dell'ordine sono intervenute subito, instaurando un conflitto a fuoco. Secondo le agenzie cinesi si è trattato di un attacco terroristico premeditato, forse organizzato da una cellula terrorista uigura, una minoranza della Cina occidentale.

## Amministrazione

### Gemellaggi
- Calcutta

## Suddivisioni amministrative
- Distretto di Panlong
- Distretto di Wuhua
- Distretto di Guandu
- Distretto di Xishan
- Distretto di Chenggong
- Distretto di Dongchuan
- Distretto di Jinning
- Anning
- Contea di Fumin
- Contea di Yiliang
- Contea di Songming
- Contea autonoma yi di Shilin
- Contea autonoma yi e miao di Luquan
- Contea autonoma hui e yi di Xundian